# Férfi 52 kg-os súlyemelés az 1992. évi nyári olimpiai játékokon
Az 1992. évi nyári olimpiai játékokon a súlyemelés férfi 52 kg-os versenyszámát július 26-án rendezték a Industrial Spain Pavillionban.

## Rekordok
A versenyt megelőzően a következő rekordok voltak érvényben:
| Világrekord     | Szakítás    | Ho Csuo-csiang (He Zhuoqiang) (CHN) | 121,0 kg | Cardiff, Nagy-Britannia     | 1992. május 29.      |
| Világrekord     | Lökés       | Ivan Ivanov (BUL)                   | 155,5 kg | Donaueschingen, Németország | 1991. szeptember 27. |
| Világrekord     | Összesített | Ivan Ivanov (BUL)                   | 272,5 kg | Athén, Görögország          | 1989. szeptember 16. |
| Olimpiai rekord | Szakítás    | Szevdalin Marinov (BUL)             | 120,0 kg | Szöul, Dél-Korea            | 1988. szeptember 18. |
| Olimpiai rekord | Lökés       | Szevdalin Marinov (BUL)             | 150,0 kg | Szöul, Dél-Korea            | 1988. szeptember 18. |
| Olimpiai rekord | Összesített | Szevdalin Marinov (BUL)             | 270,0 kg | Szöul, Dél-Korea            | 1988. szeptember 18. |

A versenyen új rekord nem született.

## Versenynaptár
| Dátum                      | Forduló |
| -------------------------- | ------- |
| 1992. július 26., vasárnap | Döntő   |

## Eredmények
Az eredmények kilogrammban értendők. A rövidítés jelentése a következő:
- =OR: olimpiai rekord beállítás
- DNF: érvényes kísérlet nélkül
- DNS: nem indult

### Végeredmény
| H     | Név                             | Nemzet              | Cs | Súly  | Szakítás | Szakítás | Szakítás | Szakítás | Lökés | Lökés | Lökés | Lökés     | Össz. |
| H     | Név                             | Nemzet              | Cs | Súly  | 1        | 2        | 3        | E        | 1     | 2     | 3     | E         | Össz. |
| ----- | ------------------------------- | ------------------- | -- | ----- | -------- | -------- | -------- | -------- | ----- | ----- | ----- | --------- | ----- |
| Arany | Ivan Ivanov                     | Bulgária (BUL)      | A  | 51,80 | 110,0    | 115,0    | 117,5    | 115,0    | 142,5 | 147,5 | 150,0 | 150,0 =OR | 265,0 |
| Ezüst | Lin Csi-seng (Lin Qisheng)      | Kína (CHN)          | A  | 51,60 | 110,0    | 115,0    | 117,5    | 115,0    | 140,0 | 142,5 | 147,5 | 147,5     | 262,5 |
| Bronz | Traian Cihărean                 | Románia (ROU)       | A  | 51,75 | 112,5    | 112,5    | 117,5    | 112,5    | 130,0 | 140,0 | 142,5 | 140,0     | 252,5 |
| 4.    | Ko Gvanggu (Go Gwang-Gu)        | Dél-Korea (KOR)     | A  | 51,85 | 107,5    | 112,5    | 115,0    | 112,5    | 135,0 | 140,0 | 142,5 | 140,0     | 252,5 |
| 5.    | Halil Mutlu                     | Törökország (TUR)   | A  | 51,75 | 105,0    | 110,0    | 112,5    | 112,5    | 135,0 | 137,5 | 137,5 | 135,0     | 247,5 |
| 6.    | Kil Namszu (Gil Nam-Su)         | Észak-Korea (PRK)   | B  | 51,95 | 100,0    | 105,0    | 105,0    | 100,0    | 130,0 | 135,0 | 137,5 | 135,0     | 235,0 |
| 7.    | Humberto Fuentes                | Venezuela (VEN)     | B  | 51,65 | 100,0    | 105,0    | 105,0    | 100,0    | 125,0 | 130,0 | 135,0 | 130,0     | 230,0 |
| 8.    | José Andrés Ibáñez              | Spanyolország (ESP) | B  | 51,85 | 95,0     | 100,0    | 102,5    | 100,0    | 122,5 | 127,5 | 130,0 | 127,5     | 227,5 |
| 9.    | Irei Acusi                      | Japán (JPN)         | B  | 51,80 | 95,0     | 100,0    | 105,0    | 100,0    | 115,0 | 122,5 | 122,5 | 122,5     | 222,5 |
| 10.   | Badathala Adiszekhar            | India (IND)         | B  | 51,80 | 92,5     | 97,5     | 100,0    | 97,5     | 120,0 | 125,0 | 125,0 | 125,0     | 222,5 |
| 11.   | Alvaro Marenco                  | Nicaragua (NCA)     | B  | 51,90 | 95,0     | 100,0    | 100,0    | 95,0     | 125,0 | -     | -     | 125,0     | 220,0 |
| 12.   | Ansela Marlen Wijewickrema      | Srí Lanka (SRI)     | B  | 51,45 | 87,5     | 92,5     | 95,0     | 95,0     | 117,5 | 122,5 | 125,0 | 117,5     | 212,5 |
|       | Csang Caj-zsung (Zhang Zairong) | Kína (CHN)          | A  | 51,80 | 115,0    | 115,0    | 120,0    | 115,0    | 137,5 | 137,5 | 137,5 | DNF       | DNF   |
|       | Szevdalin Mincsev               | Bulgária (BUL)      | A  | 51,85 | 112,5    | 117,5    | 117,5    | 112,5    | 140,0 | 142,5 | -     | DNF       | DNF   |
|       | Kim Mjongsik (Kim Myong-Sik)    | Észak-Korea (PRK)   | B  | 51,90 | 100,0    | 105,0    | 105,0    | 105,0    | 140,0 | 140,0 | 140,0 | DNF       | DNF   |
|       | Enosh Depthios                  | Indonézia (INA)     | B  | 51,55 | 97,5     | 97,5     | 97,5     | 97,5     | 127,5 | 127,5 | 127,5 | DNF       | DNF   |
|       | Vatanabe Hirosi                 | Japán (JPN)         | A  | 51,50 | 110,0    | 110,0    | 110,0    | DNF      | -     | -     | -     | -         | DNF   |
|       | Genc Barkici                    | Albánia (ALB)       | B  | 52,00 | -        | -        | -        | -        | -     | -     | -     | -         | DNS   |